# تالار اپرا

تالار اپرا.

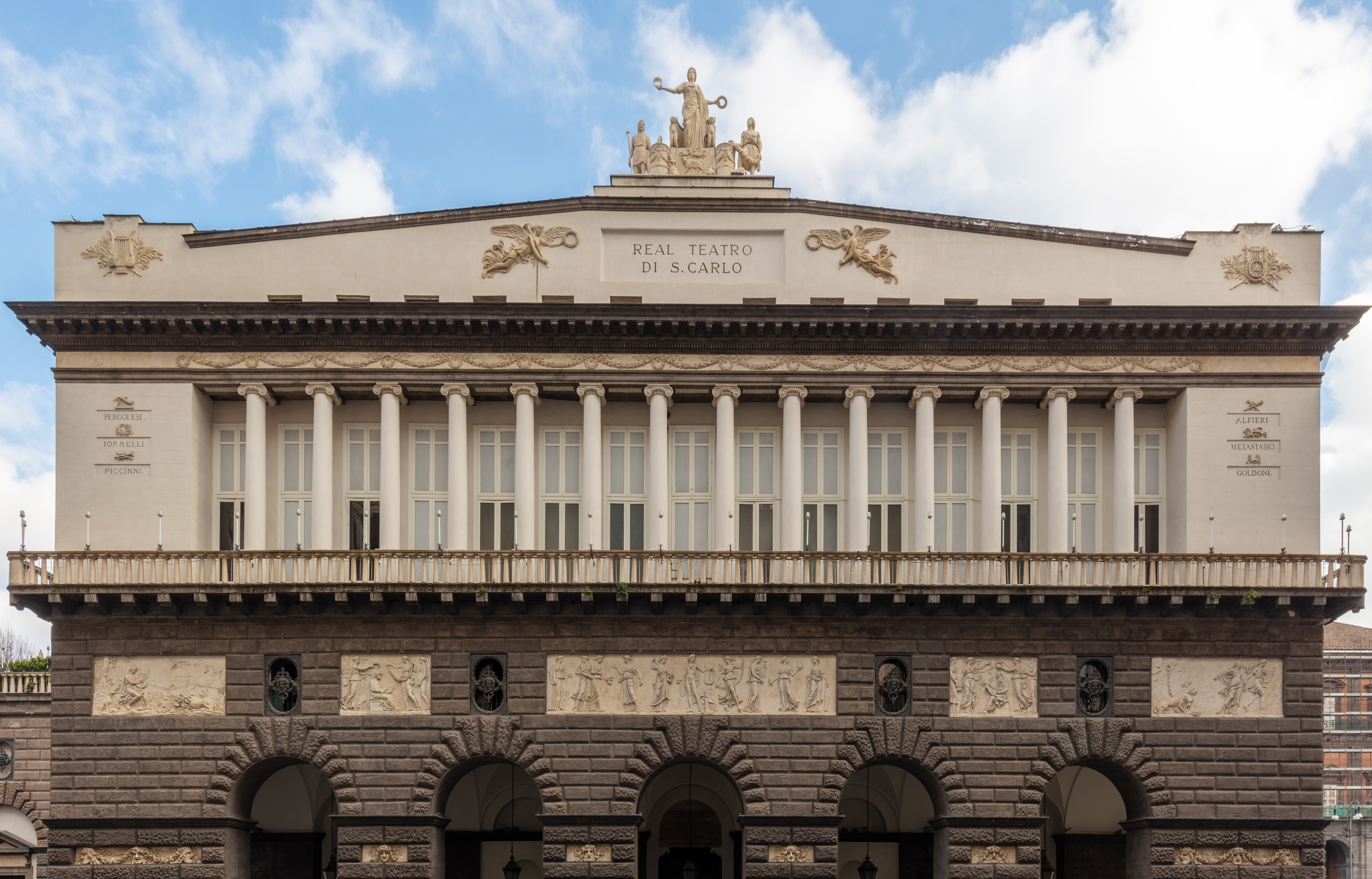
تئاتر سان کارلو در ناپل، قدیمی‌ترین تالار اپرای فعال جهان.

تالار اپرا یک ساختمان تئاتر جهت استفاده برای اجرای اپرا می‌باشد که شامل یک سکوی اجرا، یک فرو رفتگی در جهت اسکان ارکستر، صندلی‌ها جهت بینندگان، و امکانات پشت صحنه برای لباس و ساخت و ساز مجموعه است در حالی که برخی سالن‌ها به طور خاص برای نمایش اپرا ساخته شده‌اند، تالار اپرا می‌تواند بخش‌های دیگری بسته به فضای خودش داشته باشد که معمولاً بخشی از مراکز هنرهای نمایشی را در بر می‌گیرد.

## تاریخچه
اولین تالار اپرای عمومی در سال ۱۶۳۷ و به عنوان تئاتر سن کازینو در شهر ونیز ایتالیا به وجود آمد، در کشوری که اپرا محبوب مردمانش بود و در میان مردمان عادی و ثروتمندان طرفداران بسیاری داشت، هنوز هم در همین کشور ساختمان‌های متعددی به عنوان اپرا خانه وجود دارد، در عین حال در همان زمان و تا زمان اجرای آهنگ‌های هنری پرسل، هیچ تالار اپرایی در لندن وجود نداشت، اولین تالار اپرا در آلمان در شهر هامبورگ و به سال ۱۶۷۸ به وجود آمد، تالارهای اپرای اولیه آمریکا نیز در جهت میزبانی رقاصان، نمایشگاه‌ها، نمایش نامه‌ها، و واریته‌ها در شهرها و ایالت‌ها ساخته شد

## جستارهای وابسته

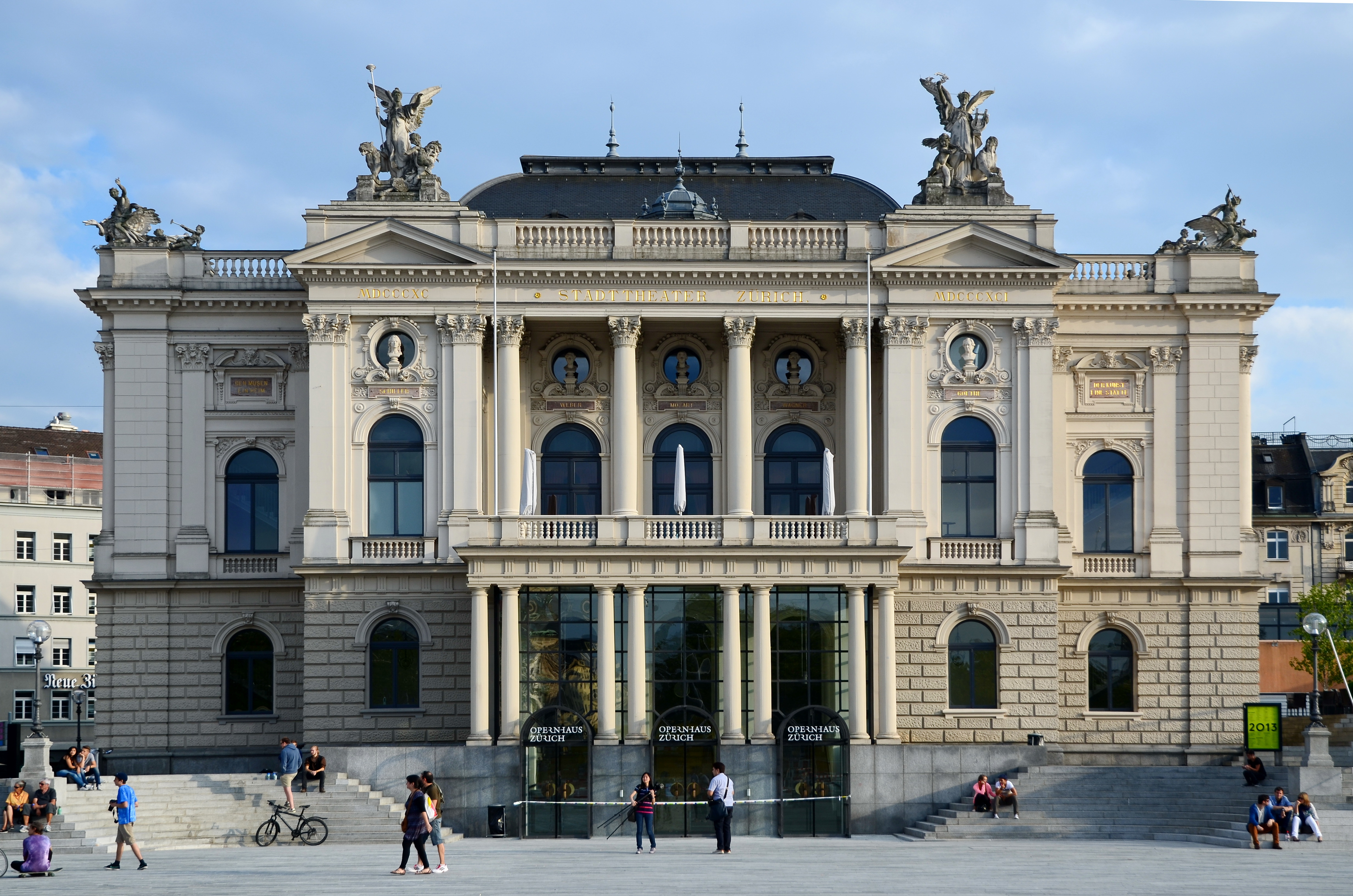
تالار اپرا زوریخ یک تالار اپرا در شهر زوریخ سوئیس است. این مکان در زگسلایتنپلاتز واقع شده‌است و از سال ۱۸۹۱ خانه اپرای زوریخ بوده و همچنین سالن تئاتر برنهارد زوریخ را در خود جای داده‌است. این مکان همچنین خانه باله زوریخ است.